# لوزوئیا
لوزوئیا یکی از روستاهای استان خلیج میلنه، واقع در کشور پاپوآ گینه نو است.